# Martin Watier
 (janvier 2023).
Si vous disposez d'ouvrages ou d'articles de référence ou si vous connaissez des sites web de qualité traitant du thème abordé ici, merci de compléter l'article en donnant les références utiles à sa vérifiabilité et en les liant à la section « Notes et références ».
Martin Watier, né le 25 octobre 1973 à Montréal (Québec), est un acteur canadien. Spécialisé dans le doublage et les voix de dessins animés, il est entre autres la voix québécoise de Colin Farrell, de Jude Law, de Jake Gyllenhaal, de Josh Hartnett, de Kevin Hart, de Mark Wahlberg, de Ben Foster et de Paul Walker.

## Biographie

### Carrière au théâtre et au cinéma
Originaire de Montréal, Martin Watier pratique la musique à partir de l'âge de cinq ans et le théâtre à partir du cours secondaire. En 1985, il commence ses études en travail de la scène avec les comédiens Normand D'Amour et Henri Chassé. Il reçoit une bourse d'études en théâtre et comédie musicale qui lui permet d'étudier Upper Canada College de Toronto. On lui décerne, en 1992, le Robertson Davies Drama Award pour « performance exceptionnelle sur scène » pour son rôle d'Amadeus dans la pièce Amadeus, de Peter Shaffer.
Martin Watier commence sa carrière de comédien en 1992 à Montréal, tout en poursuivant ses études en théâtre, en chant et en danse avec des professeurs tels que Warren Robertson, Estelle Esse et Danielle Hotte. Il joue notamment plusieurs rôles au théâtre (Jeanne, Bang Boy, Bang, Jerusalem), à la télévision francophone (Watatatow, Zap, Catherine, 3X rien, Annie et ses hommes), et anglophone (University, Sirens, The Hunger, Student Bodies), ainsi que dans des téléfilms (Audrey Hepburn, The Patty Duke Show, Fabulous Showman, The War of 1812, Crosswinds), au cinéma (Hemingway: A Portrait, Laserhawk, The Deception (Trilogy) et dans de nombreuses publicités.

### Doublage
Depuis 1995, Martin Watier est principalement un comédien de doublage prêtant sa voix à des acteurs étrangers, tels que Colin Farrell, Josh Hartnett, Jude Law, Jake Gyllenhaal, Kevin Hart, Mark Wahlberg, James Franco, Ben Foster, James Marsden, Paul Walker, ou encore Ryan Philippe. Il double aussi des personnages de dessins animés et de jeux vidéos, et prête également sa voix à des livres audios et des documentaires.

## Théâtre, opéra et comédie musicale
- Amadeus : Amadeus
- Opéra - Le Prix : Bernard
- Bang Boy, Bang : Rod
- Jeanne, The Musical : Bastard of Orleans
- Jerusalem, The Musical : Hassan
- Le Royaume des Devins : Cal

## Filmographie

### Cinéma
- Rowing Through : The waiter
- The Deception Trilogy : Bill
- Laserhawk : Troy
- Hemingway: A Portrait : Hemingway

### Télévision

#### Séries télévisées
- Heart of Courage : Ambrosio
- Watatatow : Alex (le skin head)
- Are you Afraid of the Dark? : Jacques
- Catherine : Stéphane
- Sirens : Sean Jenkins
- Zap : Gustave-Emmanuel Soleil (Gugus)
- Student Bodies : DJ
- Le Volcan tranquille : le télégraphiste
- The Hunger : Jean-Pierre
- La Courte Échelle : Gorgo
- The Hunger II : Tony
- 3X Rien : Francis
- Annie et ses hommes : Jean-Yves
- University : Sébastien

#### Téléfilms
- Crosswinds : Ollie
- Terre d'espoir : Georges
- Glory: War at Sea : Hal Lawrence
- The War of 1812 : Richardson
- The Patty Duke Show: Still Rockin' in Brooklyn Heights : Anthony Baker
- P.T. Barnum : Johnson
- The Audrey Hepburn Story : Gaston

## Doublage

### Cinéma

#### Films
- Colin Farrell dans (30 films) :
  - Hors-la-loi américains (2001) : Jesse James
  - Le Nouvel Agent (2003) : James Clayton
  - SWAT (2003) : Jim Street
  - Intermède (2003) : Lehiff
  - Alexandre (2004) : Alexandre
  - Le Nouveau Monde (2005) : John Smith
  - Deux flics à Miami (2006) : James « Sonny » Crocket
  - En toute loyauté (2008) : Jimmy Egan
  - Bienvenue à Bruges (2008) : Ray
  - Ondine (2009) : Syracuse
  - Crazy Heart (2009) : Tommy Sweet
  - Les Chemins de la liberté (2010) : Valka
  - Méchants Patrons (2011) : Bobby Pellitt
  - Vampire, vous avez dit vampire ? (2011) : Jerry Dandrige
  - Total Recall : Mémoires programmées (2012) : Doug Quaid/Hauser
  - Les Psychopathes (2012) : Marty
  - Mort et enterré (2013) : Victor
  - Sauvons M. Banks (2013) : Travers Goff
  - Conte d'hiver (2014) : Peter Lake
  - Les Animaux fantastiques (2016) : Graves
  - Roman J. Israel, Esq (2017) : Georges Pierce
  - La mise à mort du cerf sacré (2017) : Steven Murphy
  - Veuves (2018) : Jack Mulligan
  - Dumbo (2019) : Holt Farrier
  - Les Gentlemen (2020) : Coach
  - Ava (2020) : Simon
  - Voyagers (2021) : Richard
  - Le Batman (2022) : Oswald Cobblepot / le Pingouin
  - Treize Vies (2022) : John Volanthen
  - After Yang (2022) : Jake

- Josh Hartnett dans (20 films) :
  - Les Ensaignants (1998) : Zeke Tyler
  - Cri ultime (1999) : Trip Fontaine
  - Coup de peigne (2001) : Brian Allen
  - La Chute du faucon noir (2001) : le sergent Matt Eversmann
  - La Ronde des cocus (2001) : Tom Stoddard
  - 40 jours et 40 nuits (2002) : Matt Sullivan
  - Homicide à Hollywood (2003) : K.C. Calden
  - L'Appartement (2004) : Matthew
  - Une histoire de Sin City (2005) : The Man
  - Mozart et la Baleine (2005) : Donald Morton
  - Le Dahlia noir (2006) : Dwight « Bucky » Bleichert
  - Bonne Chance Slevin (2006) : Slevin Kelevra
  - Sortis de l'ombre (2007) : Erik Kernan
  - 30 Jours de nuit (2007) : Eben Oleson
  - August (en) (2008) : Tom Sterling
  - Suspect numéro un (2020) : Victor Malarek
  - Operation Fortune: Ruse de guerre (2023) : Danny Francesco
  - Oppenheimer (2023) : Ernest Lawrence
  - Trap (2024) : Cooper

- Jude Law dans (20 films) :
  - Retour à Cold Mountain (2003) : Inman
  - L'Aviateur (2004) : Errol Flynn
  - Alfie (2004) : Alfie
  - Les Vacances (2006) : Graham
  - Sherlock Holmes (2009) : Dr John Watson
  - L'Imaginarium du docteur Parnassus (2009) : Tony (2e métamorphose)
  - Les Repreneurs (2010) : Remy
  - Sherlock Holmes : Le Jeu des ombres (2011) : Dr John Watson
  - Hugo (2011) : Hugo's Father
  - Contagion (2011) : Alan Krumwiede
  - Anna Karénine (2012) : Alexei Karénine
  - Effets secondaires (2013) : Jonathan Banks
  - Espionne (2015) : Bradley Fine
  - Genius (2016) : Thomas Wolfe
  - Le Roi Arthur : La Légende d'Excalibur (2017) : Vortigern
  - Capitaine Marvel (2019) : Yon-Rogg
  - Le Rythme de la vengeance (2020) : Boyd
  - The Nest (2020) : Rory O'Hara
  - The Order (2024) : Terry Husk
  - Eden (2024) : Ritter

- Kevin Hart dans (19 films) :
  - Film de Peur 3 (2003) : CJ
  - Voici Polly (2004) : Vic
  - Le Dernier Rempart (2006) : F Stop/G Spot
  - Film de Peur 4 (2006) : CJ
  - Film de super-héros (2008) : Trey
  - Chasse au Trésor (2008) : Big Bunny
  - Ados Extrêmes (2008) : Barry
  - Combat revanche (2013) : Dante Slate Jr
  - Prison 101 (2015) : Darnell Lewis
  - Mise à l'épreuve 2 (2016) : Ben Barber
  - Agence de renseignement (2016) : Calvin Joyner
  - Jumanji (2017) : Fridge
  - Cours du soir (2018) : Teddy
  - Sous un autre jour (2018) : Dell
  - Rapides et dangereux présentent Hobbs et Shaw (2019) : Air Marshall Dinkley
  - Jumanji: Le Prochain niveau (2019) : Mouse Finbar / Fridge
  - Die Hart (2023) : Kevin Hart
  - Die Hart: Die Harter (2024) : Kevin Hart
  - Borderlands (2024) : Roland

- Jake Gyllenhaal dans (17 films) :
  - Déroute (2002) : Pilot Kelson
  - Souvenirs de Brokeback Mountain (2005) : Jack Twist
  - La Preuve Irréfutable (2005) : Hal
  - Détention secrète (2007) : Douglas Freeman
  - Frères (2009) : Tommy Cahill
  - Code Source (2011) : Colter Stevens
  - La Force de l'ordre (2012) : Brian Taylor
  - Ennemi (2013) : Adam et Anthony
  - Prisonniers (2013) : l'inspecteur Loki
  - Le Gaucher (2015) : Billy Hope
  - Démolition (2015) : Davis Mitchell
  - Animaux nocturnes (2016) : Tony Hastings / Edward Sheffield
  - Vie (2017) : Dr David Jordan
  - Debout (2017) : Jeff Bauman
  - Spider-Man: Loin des siens (2019) : Quentin Beck / Mystério
  - Ambulance (2022) : Danny Sharp
  - Road House (2024) : Dalton

- Mark Wahlberg dans (15 films) :
  - Nuits Endiablées (1997) : Eddie Adams/Dirk Diggler
  - Quatre Frères (2005) : Bobby Mercer
  - Agents troubles (2006) : Dignam
  - Max Payne (2008) : Max Payne
  - Le Coup de grâce (2010) : Mickey Ward
  - Ted (2012) : John Bennett
  - Quitte ou Double (2013) : Marcus « Stig » Stigman
  - Transformers : L'Âge de l'extinction (2014) : Cade Yeager
  - Ted 2 (2015) : John Bennett
  - Crise à Deepwater Horizon (2016) : Mike Williams
  - Le jour des Patriotes (2017) : Tommy Saunders
  - Transformers : Le Dernier Chevalier (2017) : Cade Yeager
  - Cible 22 (2018) : Silva
  - Uncharted (2022) : Victor Sullivan
  - Arthur the King (2024) : Michael

- James Franco dans (15 films) :
  - Une ville près de la mer (2002) : Joey
  - Le Grand Raid (2005) : Captain Prince
  - L'Escadrille Lafayette (2006) : Blaine Rawlings
  - Tristan et Yseult (2006) : Tristan
  - Milk (2008) : Scott Smith
  - Le Temps d'un ouragan (2008) : Mark Flanner
  - Ananas Express (2008) : Saul Silver
  - 127 Heures (2010) : Aron Ralston
  - La Montée de la Planète des singes (2011) : Will Rodman
  - Protection (2013) : Gater
  - Oz, le magnifique (2013) : Oz
  - Honnêtes citoyens (2014) : Tom Wright
  - La Veille (2015) : James Franco
  - Pourquoi lui (2016) : Laird Mayhew
  - L'Artiste du désastre (2017) : Tommy /Johnny

- Ben Foster dans (14 films) :
  - Songe d'une nuit d'ados (2001) : Berke Landers
  - Le Punisher : Les Liens du sang (2004) : Spacker Dave
  - Otages de la peur (2005) : Mars Krupcheck
  - Mâle Alpha (2006) : Jake Mazursky
  - 3 h 10 pour Yuma (2007) : Charlie Prince
  - Le Messager (2009) : le sergent Will Montgomery
  - Le Mécano (2011) : Steve McKenna
  - Contrebande (2012) : Sebastian Abney
  - Warcraft : Le Commencement (2016) : Medivh
  - Inferno (2016) : Bertrand Zobrist
  - Hostiles (2017) : Philip Wills
  - The Contractor (2022) : Mike
  - Medieval (2022) : Jan Žižka
  - Sharp Corner (2024) : Josh McCall

- Paul Walker dans (13 films) :
  - Voici les Deedles (1998) : Phil Deedle
  - Les Pros du Collège (1999) : Lance Harbor
  - The Skulls : Société secrète (2000) : Caleb Mandrake
  - Virée d'enfer (2001) : Lewis Thomas
  - Rapides et Dangereux (2001) : Brian O'Conner
  - Rapides et Dangereux 2 (2003) : Brian O'Conner
  - Bleu d'enfer (2005) : Jared
  - Bobby Z (2007) : Tim Kearney
  - Rapides et Dangereux 4 (2009) : Brian O'Conner
  - Rapides et Dangereux 5 (2011) : Brian O'Conner
  - Rapides et Dangereux 6 (2013) : Brian O'Conner
  - Aucun détour (2013) : Michael Woods
  - Dangereux 7 (2015) : Brian O'Conner

- James Marsden dans (12 films) :
  - Commérages (2000) : Derrick Webb
  - Les Pages de notre amour (2004) : Lon Hammond Jr.
  - Il était une fois (2007) : le prince Edward
  - Hairspray (2007) : Corny Collins
  - Plein Gaz (2008) : Rex
  - Une seconde chance (2014) : Dawson Cole
  - Dans l'antre du grizzly (2015) : Rowan
  - Affaires non classées (2015) : Jim Spinch
  - Sonic le hérisson (2020) : Tom Wachowski
  - Sonic le hérisson 2 (2022) : Tom Wachowski
  - Knox Goes Away (2024) : Miles Knox
  - Sonic le hérisson 3 (2024) : Tom Wachowski

- Ryan Phillippe dans (12 films) :
  - Couples à la Dérive (1998) : Keenan
  - Studio 54 (1998) : Shane O'Shea
  - Un Pari Cruel (1999) : Sebastian Valmont
  - Antitrust (2001) : Milo Hoffman
  - Igby en chute libre (2002) : Oliver « Ollie » Slocumb
  - Crash (2004) : l'officier Hanson
  - Échec et Mort (2006) : Martin
  - Brèche (2007) : Eric O'Neill
  - Le Bang Bang Club (2010) : Greg Marinovich
  - MacGruber (2010) : le lieutenant Dixon Piper
  - Braqueurs (2011) : Vincent
  - La Défense Lincoln (2011) : Louis Roulet

- Orlando Bloom dans (10 films) :
  - Pirates des Caraïbes : La Malédiction de la Perle noire (2003) : Will Turner
  - Havre (2004) : Shy
  - Troie (2004) : Paris
  - Elizabethtown (2005) : Drew Baylor
  - Pirates des Caraïbes : Le Coffre du mort (2006) : Will Turner
  - Pirates des Caraïbes : Jusqu'au bout du monde (2007) : Will Turner
  - Pirates des Caraïbes : Les morts ne racontent pas d'histoires (2017) : Will Turner
  - Assiégés (2020) : le capitaine Ben Keating
  - Gran Turismo (2023) : Danny Moore
  - Deep Cover (2025) : Marlon

- Hugh Dancy dans (9 films) :
  - Ella l'ensorcelée (2004) : Char
  - Basic Instinct 2 (2006) : Adam Towers
  - Sang et Chocolat (2007) : Aiden
  - Confessions d'une accro du shopping (2009) : Luke Brandon
  - Adam (2009) : Adam Raki
  - Martha Marcy May Marlene (2011) : Ted
  - Notre idiot de frère (2011) : Christian
  - Fin de soirée (2019) : Charlie Fain
  - Downton Abbey : Une nouvelle ère (2022) : Jack Barber

- Johnny Knoxville dans (8 films) :
  - Les Voyous de Brooklyn (2002) : Vinnie Fish
  - Justice sauvage (2004) : Ray Templeton
  - La vie secrète de Daltry Calhoun (2005) : Daltry Calhoun
  - Shérif, fais-moi peur (2005) : Luke Duke
  - Les Seigneurs de Dogtown (2005) : Topper Burks
  - Le Dernier Combat (2013) : Lewis Dinkum
  - Les 2 de pique (2016) : Connor Watts
  - Jackass toujours (2021) : lui-même

- Jason Priestley dans (7 films) :
  - Amour et mort à Long Island (1997) : Ronnie Bostock
  - Voyeur (1999) : Gary
  - Pourchassé (2000) : Breakfast
  - Sombres Secrets (2002) : Micheal Pacer
  - Au Rythme de l'amour (2002) : Asa Gemmil
  - Enjeux sur Glace (en) (2004) : Steve Cooper
  - Zoom (en) (2015) : Dale

- Chris Klein dans (6 films) :
  - Dites-moi que je rêve (2001) : Gilbert Noble
  - Nous étions soldats (2002) : 2nd lieutenant Jack Geoghegan
  - Rollerball (2002) : Jonathan Cross
  - Un long week-end (2005) : Cooper
  - American Dreamz (2006) : William Williams
  - Street Fighter : La légende de Chun-Li (2009) : Charlie Nash

- Jay Hernandez dans (6 films) :
  - Folle / Magnifique (2001) : Carlos Nuñez
  - Échelle 49 (2004) : Keith Perez
  - Impact fatal (2004) : Dalton
  - L'Auberge (2005) : Paxton
  - L'Auberge II (2007) : Paxton
  - Max (2015) : le sergent Reyes
  - L'Escadron suicide (2016) : Diablo

- Hayden Christensen dans (6 films) :
  - Star Wars, épisode II : L'Attaque des clones (2002) : Anakin Skywalker
  - Star Wars, épisode III : La Revanche des Sith (2005) : Anakin Skywalker
  - Portrait d'une muse (2006) : Billy Quinn 'Musician'
  - Instinct de tueur (2017) : Will
  - Little Italy (2018) : Leo Campo
  - Star Wars, épisode IX : L'Ascension de Skywalker (2019) : Anakin Skywalker

- Hill Harper dans (6 films) :
  - Infiltration (1999) : Breezy T.
  - L'Amour en chair et en os (en) (2003) : Michael
  - A Good Man Is Hard To Find (2008) : Damion Marshall
  - Le Garçon d'à côté (2015) : le principal Edward Warren
  - Commotion (2015) : Christopher Jones
  - All Eyez on Me (2017) : l'intervieweur

- Chris Pine dans (6 films) :
  - Star Trek (2009) : James T. Kirk
  - Star Trek vers les Ténèbres (2013) : James T. Kirk
  - Les Heures de gloire (2016) : Bernie Webber
  - Star Trek : Sans limites (2016) : James T. Kirk
  - Un raccourci dans le temps (2017) : Dr Alex Murry
  - Ne t'inquiète pas chérie (2022) : Frank

- Freddie Prinze Jr. dans (5 films) :
  - Elle a tout pour elle (1999) : Zach Siler
  - Des gars, des filles (2000) : Ryan Walker
  - La Fille de mes rêves (2000) : Alfred « Al » Connelly
  - Scooby-Doo (2002) : Fred Jones
  - Scooby-Doo 2 : Monstres en liberté (2004) : Fred Jones

- Patrick Fugit dans (5 films) :
  - Laurier blanc (2002) : Paul Trout
  - L'Assistant du vampire (2009) : Evra, le garçon-serpent
  - Nous avons acheté un zoo (2011) : Robin Jone
  - Les Apparences (2014) : l'officier James Gilpin
  - Le Premier Homme (2018) : Elliot See

- Jason Bateman dans (5 films) :
  - L'Ex (2007) : Chip Sanders
  - Couples en vacances (2009) : Jason Smith
  - L'invention du mensonge (2009) : Doctor
  - Jeux de pouvoir (2009) : Dominic Foy
  - Gros Mots (2013) : Guy Trilby

- Tygh Runyan dans (4 films) :
  - Jeunesse en folie (en) (1997) : Wayne
  - L'Ange gardien de mon père (en) (1999) : Enes
  - Aux aguets (2002) : Mike O'Conner
  - Mount Pleasant (en) (2006) : Nick

- Jared Leto dans (4 films) :
  - Club de Combat (1999) : Angel Face
  - Retour à Brooklyn (2000) : Harry Goldfarb
  - Seigneur de guerre (2005) : Vitaly Orlov
  - Cœurs perdus (2007) : Ray Fernandez

- Lochlyn Munro dans (4 films) :
  - Film de Peur (2000) : Greg Phillippe
  - Au cœur du rock (en) (2002) : Dave
  - Typiquement masculin (2003) : Ray Donovan
  - De vrais hommes (2004) : Randall

- Joe Manganiello dans (4 films) :
  - Spider-Man (2002) : Flash Thompson
  - Magic Mike (2012) : Big Dick Richie
  - Sabotage (2014) : Joe « Grinder » Phillips
  - Magic Mike XXL (2015) : Big Dick Richie

- Paddy Considine dans (4 films) :
  - La Vengeance dans la peau (2007) : Simon Ross
  - Blitz (2011) : Porter Nash
  - Maintenant ou jamais (2012) : le père de Tessa
  - Irremplaçables (2015) : Jago

- Adrian Grenier dans :
  - Fais-moi craquer (1999) : Chase Hammond
  - Le Diable s'habille en Prada (2006) : Nate
  - Maraudeurs (2016) : Wells

- Ryan Reynolds dans :
  - Blade III : La Trinité (2004) : Hannibal King
  - Amityville : La Maison du diable (2005) : George Lutz
  - La Proposition (2009) : Andrew Paxton

- Taylor Kitsch dans :
  - John Carter (2012) : John Carter
  - Bataille Navale (2012) : Alex Hopper
  - Poursuite sous pression (2019) : Ray

- Joseph Gordon-Levitt dans :
  - Brick : À la recherche d'Emily (2005) : Brendan
  - Killer Heat (2024) : Nick Bali

- Wyatt Russell dans :
  - Night Swim (2024) : Ray Waller
  - Thunderbolts (2025) : John Walker

- Nick Stahl dans :
  - Twist (2003) : Dodge
  - Réveil inattendu (2008) : James

- Paul Rudd dans :
  - L'Escouade Reno 911 à Miami (2007) : Ethan, le dealer
  - Admission (2013) : John Pressman

- 1999 : La Ligne verte : Percy Wetmore (Doug Hutchinson)
- 2002 : Nicholas Nickleby : Nicholas Nickleby (Charlie Hunnam)
- 2002 : Une soirée parfaite : Kevin (Matt Damon)
- 2002 : Resident Evil : Les Créatures maléfiques : Chad Kaplan (Martin Crewes (en))
- 2005 : Capote : Truman Capote (Philip Seymour Hoffman)
- 2006 : Le Retour de Superman : Clark Kent / Superman (Brandon Routh)
- 2009 : Brüno : Brüno (Sacha Baron Cohen)
- 2010 : Mon nom est Khan : Rizvan Khan (Shah Rukh Khan)
- 2012 : L'Escadron Red Tails : Andrew « Smokey » Salem (Ne-Yo)
- 2014 : Nouveau Refrain : Dave (Adam Levine)
- 2016 : La Forêt : Aiden (Taylor Kinney)
- 2018 : Carnage chez les Joyeux Touffus : Vinny (Drew Massey)
- 2021 : Tom & Jerry : Ben (Colin Jost)

#### Films d'animation
- 1996 : Le Bossu de Notre-Dame : Quasimodo
- 1998 : Le Roi lion 2 : Kovu
- 1999 : Elmo au pays des grincheux : Grover
- 2000 : Titan après la Terre : Cale Tucker
- 2000 : Le Lion d'Oz : Lion[1]
- 2001 : Shrek : les souris aveugles
- 2001 : Monstres, Inc. : Needleman
- 2002 : La Planète au trésor : Jim Hawkins
- 2002 : Lilo et Stitch : Stitch
- 2002 : Le Bossu de Notre-Dame 2 : Quasimodo
- 2003 : Stitch ! Le film : Stitch
- 2004 : Shrek 2 : les souris aveugles
- 2004 : Gang de requins : Ernie
- 2004 : Les Incroyable : Incroyable Ado et Syndrome
- 2004 : Mickey, il était deux fois Noël : Max Goof
- 2005 : Lilo et Stitch 2 : Stitch
- 2006 : Les Rebelles de la forêt : Elliot
- 2006 : Les Petits Pieds du bonheur : Mumble
- 2006 : Au royaume désenchanté : Rick[2]
- 2007 : Shrek le troisième : les souris aveugles
- 2007 : Les Simpson, le film : Arnold Schwarzenegger
- 2007 : Bienvenue chez les Robinson : Frankie
- 2008 : Les Rebelles de la forêt 2 : Elliot
- 2008 : Kung Fu Panda : Zeng
- 2008 : Star Wars : La Guerre des clones : Anakin Skywalker
- 2009 : Monstres contre Extraterrestres : Gallaxhar
- 2009 : Planète 51 : Glar
- 2010 : Shrek 4 : Il était une fin : les souris aveugles
- 2011 : Les Petits Pieds du bonheur 2 : Mumble
- 2012 : Rebelle : le corbeau
- 2013 : Turbo : Turbo
- 2013 : Épique : Ronin
- 2013 : Les Croods : Guy
- 2014 : Opération Noisettes : Jimmy
- 2015 : Hôtel Transylvanie 2 : Dana
- 2016 : Les Trolls : Branche
- 2017 : L'Étoile de Noël : Bo
- 2017 : Opération noisettes 2 : Jimmy
- 2018 : Les Abominables petits-pieds : Percy
- 2018 : Spider-Man : Dans le Spider Verse : Peter Parker / Spider-Man du même univers que Miles[3]
- 2019 : Le Film Lego 2 : Dave Tronçonneuse / le Purgatoire Dave
- 2020 : Les Croods 2 : Une nouvelle ère : Guy
- 2020 : Les Trolls 2 : Tournée mondiale : Branche
- 2021 : Raya et le Dernier Dragon : Benja
- 2021 : Spirit : L'Indomptable : James « Jim » Prescott[4]
- 2021 : Le Bébé boss : Une affaire de famille : Tim
- 2021 : Encanto : La Fantastique Famille Madrigal : Mariano
- 2022 : Le Chat potté 2 : le dernier vœu : Pinocchio
- 2023 : Les Tortues Ninja : Chaos chez les mutants : Mondo Gecko
- 2023 : Les Trolls 3 : Branche
- 2023 : Il était une fois un studio  : Quasimodo, Stitch
- 2025 : Lilo et Stitch : Stitch

### Télévision

#### Téléfilms
- 2014 : Monsieur Hockey : L'Histoire de Gordie Howe (en) : Bobby Hull (Lochlyn Munro)
- 2015 : Enquêtes gourmandes : Meurtre au menu : Layton (Donavon Stinson)[5]
- 2021 : When Love Blooms : Aaron Blum (Thomas Cadrot)
- 2021 : Christmas CEO : Joe Sullivan (Paul Greene)

#### Séries télévisées
- Motorheads (2025) : Logan Maddox (Ryan Philippe)
- The Falcon and the Winter Soldier (2021) : John Walker (Wyatt Russell)
- Fitz (2010-2014) : Richard Fitzpatrick (Jason Priestley)
- Blackstone (2015-2016) : Victor Merasty (Nathaniel Arcand)
- Hank Zipzer (2016-2017) :  Mr. Love (Nick Mohammed)
- Wind at My Back (2021) : Vanaver Mainwairing (Andrew Jackson) doublage tardif

#### Séries d'animation
- Sacré Andy ! : Andy Larkin
- Inuk : Kimik
- Nez de Fer, le chevalier mystère : Charmant
- Les Décalés du cosmos : Flip
- La Clique : Cal
- Prezzy : Prezzy
- La Retenue : Chaz Moneranian
- Ruby Gloom : Osso Bécot
- Star Wars: The Clone Wars : Anakin Skywalker
- Wapos Bay : Talon
- 16 Hudson : Monsieur K
- Rick & Steve: The Happiest Gay Couple in All the World : Rick
- Eyeshield 21 : Unsui Kongô
- Supernoobs : Memnok
- Mouvement Deluxe : Keven (voix originales)
- MaXi : Jack et Pierre (voix originales)
- Monsters at Work : Needleman
- Cochon dingue/Dingue Académie : Arthur le Hérisson, Gervais le Rat, Claude La Tortue (voix originales)
- Défis extrêmes : Le Retour à l'île : Dutonnerre
- Les Étoiles des défis extrêmes : Dutonnerre
- Garderie extrême : Dutonnerre
- Dounia : Ay, Mathieu (voix originales)
- Dex et les humanimaux : Skung (voix originales)
- Barbada : Jérémy, Fred
- L'Agent Jean  et Mini-Jean et Mini-Bulle : WXT, Crémeux, Moignons (voix originales)
- Les Simpson : Jimbo, Dolph, Lou, Drederick Tatum, Jésus Rainier Wolfcastle...
- L'Île des défis extrêmes 2023 : Bowie

### Jeux vidéo
- Skylanders: Spyro's Adventure (2011) : Spyro le Dragon
- Assassin's Creed : Revelations (2011) : Soliman le Magnifique
- Skylanders: Giants (2012) : Spyro le Dragon
- Assassin's Creed III (2012) : Gilbert du Motier de La Fayette
- Skylanders: Swap Force (2013) : Spyro le Dragon
- Deceive Inc. (2022) : Larcin

## Voix off

### Livres Audio
- Votre corps en sait plus que votre cerveau (2020) : Bernard Sensfelder, aux éditions Dangles
- Bernard Landry - L'héritage d'un patriote (2020) : Jean-Yves Duthel, aux éditions Libre Expression
- N'essuie jamais de larmes sans gants (2020) : Jonas Gardell, aux Éditions Alto
- Medical medium (2020) : Anthony William, aux éditions Trédaniel
- Tristan au stade des champions (2020) : Étienne Poirier, aux éditions Héritage / Dominique et compagnie
- Escapades virtuelles (2020) : Jessica Wilcott, aux éditions Foulire
- Collé (2020) : Jean Lacombe, aux éditions Soulières éditeur
- Vaste ciel & Des Eskers de beauté (2021) : Michel X Côté, aux Éditions du Quartz
- Mammouth Rock (2021) : Eveline Payette, à La courte échelle
- Ti-Guy La Puck - Allez, les verts! (2021) : Geneviève Guilbault, aux éditions Andara
- Ti-Guy La Puck - Qui veut la coupe? (2021) : Geneviève Guilbault, aux éditions Andara
- Ti-Guy La Puck - Rendez-vous sur la glace (2021) : Geneviève Guilbault, aux éditions Andara
- Ti-Guy La Puck - La révolte des mascottes (2021) : Geneviève Guilbault, aux éditions Andara
- Le placébo, c'est vous ! Comment donner le pouvoir à votre esprit (2022) : Joe Dispenza, aux éditions Ariane

### Documentaires et téléréalités
Dans la majorité des documentaires, Martin Watier est le narrateur.
- Pilotes des Glaces (2008)
- Gasland (2010) : Josh Fox
- Dive Detective (2009-2010)
- Mangrove (2011)
- Dating in the Dark (2011)
- Top Ten (2011)
- Eaten Alive (2011)
- Maigrir ou Mourir (2012)
- Fashion Star (2012)
- Swarm Chasers (2012)
- Hélico Tout Terrain (2013)
- Cuff me if you can (2014)
- Méthane (2014)
- Mummies Alive (2015)
- Air Show (2015)
- Hélico tout terrain (2016)
- Dieux du Ciel (2016)
- 1000 jours pour la planète (2016-2017)
- Haute Sécurité (2017)
- Ultimate Pools (2018)
- Rallye Autour du Monde (2002-2018) : Phil Keoghan
- Flip or Flop (2014-2018) : Tarek El Moussa
- Swamp People (2016-2019) : Chase Landry
- World of Dance (2018-2019) : Ne-Yo
- Total Knock Out (2019) : Kevin Hart
- The Block Australia 13 (2019-2020) : Ronnie Caceres
- Repousser la Mort (2019-2020) : Timothy Caulfield
- Expedition Unpacked (2020) : Steve Backshall
- Hoarders (2017-2021) : David Tolin
- Fantômes d'Afghanistan (2021) : Graeme Smith
- MasterChef Australia (2022) : Pete
- Des gens très méchants (2020-2022) : Donnie Wahlberg
- Flipping 101 (2020-2024) : Tarek El Moussa
- The Block: Fans v Faves (2024) : Ronnie Caceres
- La malédiction du condamné (2023-2025)

### Balados
- Tatouine (2021) : Annonceur
- L'Agent Jean (2020-2022) : WXT, Moignons, Crémeux
- Someone Knows Something (2022) : David Ridgen

### Annonceur Maison
- La soirée des Jutra (2014-2015)
- Le Gala du cinéma québécois (2016)
- Audioguides du Musée des beaux-arts de Montréal (2016-2025)
- L’orchestre symphonique de Montréal (2014-2025)

## Distinctions
- Robertson Davies Drama Award, pour performance exceptionnelle sur scène, Toronto Theater (1992)
- Mention aux Ronald, pour le doublage de Titan après la terre (2000)